# Guldkalven
Guldkalven var et hedensk gudebillede. Ifølge 2. mosebog, kapitel 32 var det et afgudsbillede, som israelitter tilbad, mens de ventede på, at Moses skulle komme ned fra Sinai-bjerget.
| Religion | Spire Denne religionsartikel er en spire som bør udbygges. Du er velkommen til at hjælpe Wikipedia ved at udvide den. |